# Rally Dakar de 2000
El Rally Dakar de 2000, la vigesimosegunda edición de esta carrera rally raid, se realizó del 6 al 23 de enero de ese año. El trayecto total de esta versión, que se extendió entre Dakar y El Cairo, fue de 7863 km y se disputó por rutas de Senegal, Malí, Burkina Faso, Níger, Libia y Egipto.
Cuatro etapas del rally programadas para realizarse en Níger fueron canceladas después de reportarse una amenaza terrorista. Los competidores fueron transportados por aire desde Niamey al aeropuerto de Libia, donde el rally se reinició cinco días más tarde en Sabha.
Los vencedores fueron Richard Sainct en motos, el francés Jean-Louis Schlesser en coches y el ruso Vladímir Chagin en camiones.
Participaron un total de 135 coches, 200 motocicletas y 30 camiones, de los cuales llegaron a la final 95, 107 y 23, respectivamente.

## Recorrido
| Etapa | Fecha                     | Origen                        | Destino                       | Total (km)                    |
| ----- | ------------------------- | ----------------------------- | ----------------------------- | ----------------------------- |
| 1     | 6 de enero                | Dakar                         | Tambacounda                   | 594                           |
| 2     | 7 de enero                | Tambacounda                   | Kayes                         | 359                           |
| 3     | 8 de enero                | Kayes                         | Bamako                        | 711                           |
| 4     | 9 de enero                | Bamako                        | Bobo Dioulasso                | 608                           |
| 5     | 10 de enero               | Bobo Dioulasso                | Uagadugú                      | 762                           |
| 6     | 11 de enero               | Uagadugú                      | Niamey                        | 733                           |
|       | 12 de enero - 16 de enero | 4 etapas canceladas en Níger. | 4 etapas canceladas en Níger. | 4 etapas canceladas en Níger. |
| 7     | 17 de enero               | Sabha                         | Waw el Kebir                  | 469                           |
| 8     | 18 de enero               | Waw el Kebir                  | Waha                          | 661                           |
| 9     | 19 de enero               | Waha                          | Khofra                        | 647                           |
| 10    | 20 de enero               | Khofra                        | Dakhla                        | 852                           |
| 11    | 21 de enero               | Dakhla                        | Dakhla                        | 606                           |
| 12    | 22 de enero               | Dakhla                        | Wadi Rayan                    | 722                           |
| 13    | 23 de enero               | Wadi Rayan                    | El Cairo                      | 139                           |

## Vencedores por etapas
| Etapa | Motocicletas              | Coches               | Camiones         |
| ----- | ------------------------- | -------------------- | ---------------- |
| 1     | Richard Sainct            | Carlos Sousa         | André de Azevedo |
| 2     | Jordi Arcarons            | Stephane Peterhansel | Vladimir Chagin  |
| 3     | Nani Roma                 | Kenjiro Shinozuka    | Vladimir Chagin  |
| 4     | Nani Roma                 | Jutta Kleinschmidt   | Vladimir Chagin  |
| 5     | Heinz Kinigadner          | Jean-Louis Schlesser | André de Azevedo |
| 6     | Richard Sainct            | Carlos Sousa         | Firdaus Kabirov  |
|       | etapas anuladas en Níger. |                      |                  |
| 7     | Heinz Kinigadner          | Jean-Pierre Fontenay | Firdaus Kabirov  |
| 8     | Alfie Cox                 | Jean-Louis Schlesser | Firdaus Kabirov  |
| 9     | Jimmy Lewis               | Stephane Peterhansel | Karel Loprais    |
| 10    | Jimmy Lewis               | José María Servia    | Vladimir Chagin  |
| 11    | Isidre Esteve             | Jean-Pierre Fontenay | Karel Loprais    |
| 12    | Nani Roma                 | Hiroshi Masuoka      | Karel Loprais    |
| 13    | Nani Roma                 | José María Servia    | Firdaus Kabirov  |

## Clasificaciones finales
- Diez primeros clasificados en cada una de las tres categorías en competencia.

### Motos
| Rank. | Piloto          | Marca | Tiempo    |
| ----- | --------------- | ----- | --------- |
| 1     | Richard Sainct  | BMW   | 49:08:56  |
| 2     | Óscar Gallardo  | BMW   | + 31:54   |
| 3     | Jimmy Lewis     | BMW   | + 52:29   |
| 4     | Jean Brucy      | BMW   | + 2:06:25 |
| 5     | Jurgen Mayer    | KTM   | + 3:10:28 |
| 6     | Eric Bernard    | KTM   | + 3:44:53 |
| 7     | François Flick  | KTM   | + 4:36:50 |
| 8     | Henk Knuiman    | KTM   | + 6:11:03 |
| 9     | Bernardo Vilar  | KTM   | + 6:40:47 |
| 10    | Ikemachi Yoshio | Honda | + 6:57:26 |

### Coches

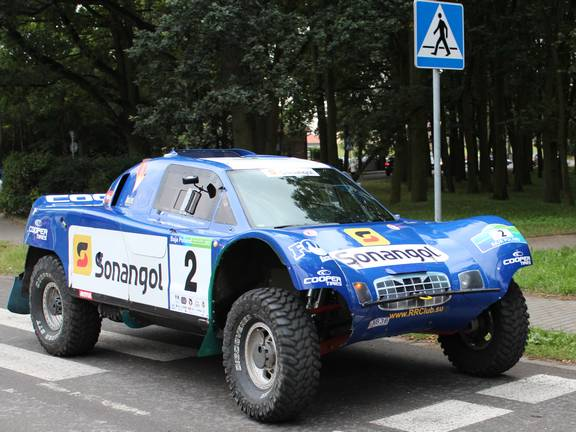
modelo similar del Schlesser-Renault de Jean-Louis Schlesser vencedor de la categoría de coches.

| Rank. | Piloto               | Copiloto           | Marca             | Tiempo    |
| ----- | -------------------- | ------------------ | ----------------- | --------- |
| 1     | Jean-Louis Schlesser | Henri Magne        | Schlesser-Renault | 45:06:03  |
| 2     | Stéphane Peterhansel | Jean-Paul Cottret  | Mitsubishi        | + 12:33   |
| 3     | Jean-Pierre Fontenay | Gilles Picard      | Mitsubishi        | + 27:33   |
| 4     | José Maria Servia    | Jean-Marie Lurquin | Schlesser-Renault | + 38:50   |
| 5     | Jutta Kleinschmidt   | Tina Thörner       | Mitsubishi        | + 1:09:00 |
| 6     | Hiroshi Masuoka      | Andreas Schulz     | Mitsubishi        | + 1:41:12 |
| 7     | Bruno Saby           | Yves Truelle       | Ford              | + 2:43:15 |
| 8     | Thierry Delavergne   | Jacky Dubois       | Nissan            | + 3:39:28 |
| 9     | Henri Pescarolo      | Alain Guehennec    | Nissan            | + 5:03:10 |
| 10    | Ramón Vila           | Rosendo Tourinan   | Nissan            | + 6:46:26 |

### Camiones
| Rank. | Piloto             | Copiloto                             | Marca         | Tiempo     |
| ----- | ------------------ | ------------------------------------ | ------------- | ---------- |
| 1     | Vladimir Chagin    | Semen Yakubov Sergey Savostin        | Kamaz         | 58:21:42   |
| 2     | Karel Loprais      | Radomir Stachura Petr Gilar          | Tatra         | + 16:10    |
| 3     | Firdaus Kabirov    | Aydar Belyaev Vladimir Goloub        | Kamaz         | + 1:23:26  |
| 4     | André de Azevedo   | Tomas Tomecek Petr Vodak             | Tatra         | + 1:23:41  |
| 5     | Yoshimasa Sugawara | Seiichi Suzuki Teruhito Sugawara     | Hino          | + 4:40:02  |
| 6     | Bedrich Sklenovsky | Milan Koreny Josef Kalina            | Tatra         | + 5:13:32  |
| 7     | Klaus Bauerle      | Anek Schurhagl                       | Mercedes-Benz | + 9:38:44  |
| 8     | Jean-Paul Bosonnet | Serge Lacourt Pascal Bonnaire        | Tatra         | + 12:44:05 |
| 9     | Raphael Gimbre     | François Marcheix Ai Nhat Bui        | Mercedes-Benz | + 13:29:53 |
| 10    | Peter Reif         | Johann Deinhofer Holger Hermann Roth | MAN           | + 15:33:50 |